# Mai Brostrøm
Mai Brostrøm (født 17. februar 1958) er en dansk skuespiller og manuskriptforfatter.
Mai Brostrøm arbejdede som instruktørassistent, skuespiller, lystekniker og scenearbejder på Caféteatret fra 1977-1983. Hun blev efterfølgende uddannet fra Odense Teaters Elevskole i 1986. Derefter blev hun ansat på Odense Teater, men rykkede i 1990 tilbage til København, hvor hun fik roller på blandt andet Folketeatret og Caféteatret.
Hun blev i 1996 uddannet manuskriptforfatter fra Den Danske Filmskole og blev i 2003 gift med manuskriptforfatter Peter Thorsboe. De to har sammen blandt andet stået bag manuskripterne til DR's Emmy-prisbelønnede successerier Rejseholdet, Ørnen og Livvagterne.
Tidligere var Mai Brostrøm gift med komponist Holger Laumann, med hvem hun blandt andet har sønnen Oliver Brostrøm Laumann der har medvirket i såvel Rejseholdet som Ørnen. Datteren Nina Brostrøm Laumann har medvirket i Ørnen.
I 2021 modtog hun Danske Dramatikeres Hæderspris.

## Filmografi

### Som medvirkende
- 1981: Nattens engel
- 1987: Een gang strømer... (tv-serie)
- 2000: Rejseholdet (tv-serie)

### Som manuskriptforfatter
- 1999: Tut & Tone
- 2000: Rejseholdet (tv-serie)
- 2001: Se mig nu
- 2004: Ørnen (tv-serie)
- 2008: Livvagterne (tv-serie)
- 2015: Mord uden grænser (tv-serie)
- 2015: Modus (tv-serie)
- 2023: Oxen (tv-serie)